# 희당 (주자남군)
희당(姬當, ? ~ 기원전 67년)은 전한 후기의 제후로, 주나라 왕실의 후손이다.

## 생애
시원 4년(기원전 83년), 아버지 희치의 뒤를 이어 주자남군(周子南君)에 봉해졌다.
지절 3년(기원전 67년), 종을 시켜 가승(家丞)을 죽인 죄로 기시되었다.

## 출전
- 반고, 《한서》 권18 외척은택후표

| 선대 아버지 희치 | 전한의 주자남군 기원전 83년 ~ 기원전 67년 | 후대 (2년 후) 동생 희연년 |